# Kuća na Obrovu 13 u Trogiru
Barokna pučka kuća nalazi se u Trogiru, na adresi Obrov 13/4122.

## Opis
Vrijeme nastanka: 15. do 18. stoljeće. Barokna pučka kuća s vanjskim stubištem smještena je na sjevernoj strani trga zvanog Obrov između stare jezgre Trogira i Novog grada ili Varoši na zapadu. Objekt je tipičan primjer kasnobarokne pučke arhitekture, a istočni zid objekta temeljen je na srušenom gotičkom gradskom zidu. Kamena jednokatnica ima krov na dvije vode te luminare nad zapadnim zidom. Na vratima su korišteni elementi gotičkih prozora s profilacijom u kapitelnoj zoni i ukrasnim motivom zubaca.

## Zaštita
Pod oznakom Z-4319 zavedena je pod vrstom "nepokretno kulturno dobro - pojedinačno", pravna statusa zaštićena kulturnog dobra, klasificirano kao "stambene građevine".